# Francisco García López
Francisco García López (Múrcia, 1794 - Alacant, 1873) va ser un polític valencià d'origen murcià, alcalde d'Alacant durant el Sexenni Democràtic.
Era comerciant i propietari agrícola que tenia terres a Elx i Sant Joan d'Alacant, adquirides durant la desamortització de Mendizábal el1836. Va ser cònsol del Tribunal de Comerç i membre de la Milícia Nacional a Alacant, de la que en va ser segon comandant del batalló d'artilleria. Va ser regidor municipal en 1841, 1854 i 1855 pel Partit Progressista.
Va donar suport la revolució de 1868 i va formar part de la Junta Revolucionària de la Província d'Alacant i presidí el Comitè Republicà d'Alacant. Alhora fou nomenat alcalde provisional d'Alacant fins que a les eleccions de 1869 fou elegit Miquel Colomer i Bergez. Després va formar part del Partit Republicà Democràtic Federal, del que en 1870 fou president del Comitè provincial d'Alacant. Fou regidor de l'ajuntament fins a la seva mort el 1873.